# Monobelus flavidus
Monobelus flavidus är en insektsart som beskrevs av Leon Fairmaire. Monobelus flavidus ingår i släktet Monobelus och familjen hornstritar. Inga underarter finns listade i Catalogue of Life.